# Campeonato Mundial de Polo de 2017
El Campeonato Mundial de Polo de 2017 fue la XI edición del torneo de selecciones más prestigioso del mundo. Se disputó entre el 21 y el 29 de octubre de 2017 en las instalaciones del Sydney Polo Club ubicadas en Sídney (Australia).
El campeón fue la Selección de polo de Argentina, conjunto que alcanzó su quinto título al vencer por gol de oro en la final a Chile (ocho goles a siete).
Las distintas selecciones del mundo intentaron ser uno de los ocho participantes en este campeonato disputando partidos en sus respectivas zonas de clasificación. Las selecciones que lograron clasificar son Australia (como anfitrión), Chile (como campeón defensor), Estados Unidos (como ganador de la zona A), Argentina (como ganador de la zona B), España (como clasificado de la zona C), Inglaterra (como clasificado de la zona B), Nueva Zelanda (como ganador de la zona D) e India (como ganador de la zona E).
Este campeonato, de 14 goles de hándicap, fue organizado en conjunto entre la Federación Internacional de Polo (FIP), la Federación Australiana de Polo (APF), el Sydney
Polo Club, la Agencia de Turismo Destinos Nueva Gales del Sur y el Gobierno de Nueva Gales del Sur. Fue realizado dos años después del último torneo, disputado en Santiago de Chile, por lo que nuevamente cambió la duración de un campeonato a otro (inició con dos años, luego pasó a tres, después a cuatro para volver a dos).
Fue la segunda oportunidad en que el campeonato mundial se disputa en Australia; en 2001 la fase final del mundial se realizó en Melbourne. Australia se convirtió en el tercer país en organizar dos mundiales, después de Argentina (1987 y 2011) y Chile (1992 y 2015).

## Clasificatorias
Para este campeonato hubo ocho cupos para su clasificación (dos de ellos estaban ocupados por Australia, como organizador, y Chile, como campeón defensor). Seis selecciones más lograron clasificar en sus respectivas zonas de clasificación.
|                 | América del Norte y Central                    | América del Sur                       | Europa                                     | Sudeste Asiático y Oceanía | África, Oriente Medio, India y Paquistán |
| --------------- | ---------------------------------------------- | ------------------------------------- | ------------------------------------------ | -------------------------- | ---------------------------------------- |
| Sede del torneo | Wellington (Estados Unidos)                    | Punta del Este (Uruguay)              | Chantilly (Francia)                        | Pattaya (Tailandia)        | Teherán (Irán)                           |
| Participantes   | - Canadá - Estados Unidos - Guatemala - México | - Argentina - Brasil - Perú - Uruguay | - Alemania - España - Francia - Inglaterra | - Malasia - Nueva Zelanda  | - India - Irán - Pakistán - Sudáfrica    |
| Clasificados    | - Estados Unidos                               | - Argentina                           | - España - Inglaterra                      | - Nueva Zelanda            | - India                                  |

## Desarrollo del campeonato
El campeonato fue desarrollado con una fase inicial de dos grupos de cuatro equipos cada uno, de los cuales los ganadores disputaron la final y los segundos el partido por el tercer puesto. Los dos últimos quedaron eliminados automáticamente.

### Primera fase

#### Grupo A
| Posición | Selección      | Pts | PJ | PG | PE | PP | GF  | GC  | DIF |
| -------- | -------------- | --- | -- | -- | -- | -- | --- | --- | --- |
| 1.       | Argentina      | 6   | 3  | 3  | 0  | 0  | 33  | 17  | 16  |
| 2.       | Estados Unidos | 4   | 3  | 2  | 0  | 1  | 31  | 26½ | 5½  |
| 3.       | Australia      | 2   | 3  | 1  | 0  | 3  | 20½ | 26  | -5½ |
| 4.       | España         | 0   | 3  | 0  | 0  | 3  | 17  | 31  | -14 |

| 21 de octubre | Argentina | 12-9    | Estados Unidos | Sydney Polo Club, Sídney |  |
|               |           | Reporte |                |                          |  |

| 21 de octubre | Australia | 10-9    | España | Sydney Polo Club, Sídney |  |
|               |           | Reporte |        |                          |  |

| 24 de octubre | Argentina | 12-3½   | España | Sydney Polo Club, Sídney |  |
|               |           | Reporte |        |                          |  |

| 24 de octubre | Australia | 5-7     | Estados Unidos | Sydney Polo Club, Sídney |  |
|               |           | Reporte |                |                          |  |

| 28 de octubre | Argentina | 9-5½    | Australia | Sydney Polo Club, Sídney |  |
|               |           | Reporte |           |                          |  |

| 28 de octubre | España | 9½-15   | Estados Unidos | Sydney Polo Club, Sídney |  |
|               |        | Reporte |                |                          |  |

#### Grupo B
| Posición | Selección     | Pts | PJ | PG | PE | PP | GF | GC | DIF |
| -------- | ------------- | --- | -- | -- | -- | -- | -- | -- | --- |
| 1.       | Chile         | 4   | 3  | 2  | 0  | 1  | 25 | 12 | 13  |
| 2.       | Inglaterra    | 4   | 3  | 2  | 0  | 1  | 32 | 17 | 15  |
| 3.       | Nueva Zelanda | 4   | 3  | 2  | 0  | 1  | 22 | 25 | -3  |
| 4.       | India         | 0   | 3  | 0  | 0  | 3  | 11 | 36 | -15 |

| 22 de octubre | Inglaterra | 16-1    | India | Sydney Polo Club, Sídney |  |
|               |            | Reporte |       |                          |  |

| 22 de octubre | Chile | 9-2     | Nueva Zelanda | Sydney Polo Club, Sídney |  |
|               |       | Reporte |               |                          |  |

| 25 de octubre | Inglaterra | 8-11    | Nueva Zelanda | Sydney Polo Club, Sídney |  |
|               |            | Reporte |               |                          |  |

| 25 de octubre | Chile | 11-2    | India | Sydney Polo Club, Sídney |  |
|               |       | Reporte |       |                          |  |

| 28 de octubre | Inglaterra | 8-5     | Chile | Sydney Polo Club, Sídney |  |
|               |            | Reporte |       |                          |  |

| 28 de octubre | Nueva Zelanda | 9-8     | India | Sydney Polo Club, Sídney |  |
|               |               | Reporte |       |                          |  |

### Play-off

#### Partido por el tercer puesto
| 29 de octubre | Estados Unidos | 5-6     | Inglaterra | Sydney Polo Club, Sídney |  |
|               |                | Reporte |            |                          |  |

#### Final
| 29 de octubre | Argentina                                                           | 8-7     | Chile | Sydney Polo Club, Sídney |  |
|               | Fernández Ocampo (3), Panelo (2), Guerrero (2), Novillo Astrada (1) | Reporte |       |                          |  |

| Argentina 5.º título |

## Posiciones finales
| Pos               | Selección      |
| ----------------- | -------------- |
| Medalla de oro    | Argentina      |
| Medalla de plata  | Chile          |
| Medalla de bronce | Inglaterra     |
| 4.                | Estados Unidos |
| 5.                | Nueva Zelanda  |
| 6.                | Australia      |
| 7.                | España         |
| 8.                | India          |